# فيكتور سانتوس (لاعب كرة قاعدة)
فيكتور سانتوس (بالإنجليزية: Víctor Santos)‏ هو لاعب كرة قاعدة دومينيكاوي، ولد في 2 أكتوبر 1976 في سان بيدرو دي ماكوريس في جمهورية الدومينيكان.

## وصلات خارجية
- فيكتور سانتوس على موقع دوري كرة القاعدة الرئيسي (الإنجليزية)
- فيكتور سانتوس على موقعبيزبول رفرنس.كوم (الدوري الرئيسي) (الإنجليزية)
- فيكتور سانتوس على موقعبيزبول رفرنس.كوم (الدوري الثانوي) (الإنجليزية)
- فيكتور سانتوس على موقع إي إس بي إن.كوم (أم.أل.بي) (الإنجليزية)
- فيكتور سانتوس على موقع مشجعي الرسوم البيانية (الإنجليزية)